# 白領林鴞
白領林鴞（學名：Strix ocellata，Mottled wood owl）是一種分佈在南亞的中等身型貓頭鷹。它們棲息在花園、落葉林等地方。它們的叫聲很特別，喜歡在黎明及黃昏等時間出沒。它們築巢時經常出雙入對。